# 산 로렌초 광장
산 로렌초 광장(Piazza San Lorenzo)은 이탈리아 피렌체에 있는 도시 광장이며, 광장 중심부에 산 로렌초 성당이 위치해 있다.

## 역사
산 로렌초 광장의 경계는 시간이 흐르며 부분적으로 변화하고 있다. 광장의 이름은 산 로렌초 성당을 나타내는 것이다. 산 로렌초 광장과 산 조반니 광장 사이에는 '보르고 산 로렌초'라는 거리가 있다.
산 로렌초 바실리카는 피렌체에서 가장 오래된 성당 중 하나로, 서기 393년에 축성되었는데, 이 당시에 성당은 피렌체의 도시 성벽 밖에 위치했었다. 공식 피렌체 주교구가 산타 레파라타로 옮겨지기 전까지, 300년간 피렌체의 대성당 역할을 했다.
이곳 광장은 산 로렌초 성당의 종교 단지에 가려거나 인접한 중앙 시장 및 기념품 거리에 가려는 관광객들이 자주 찾는 곳이다. 2013년 이래로, 피렌체는 옛 건축물 복원 및, 카밀로 가보우르 거리와 산타 마리아 역 사이를 연결하는 버스 도로를 만들기 위해 벤치를 철거하는 계획을 시작했다.

## 건축물
광장 주변이나 안에 있는 건축물.
- 산 로렌초 성당
- 조반니 델레 반데 네레 기념비
- 스투파 궁전
- 메디치 리카르디 궁전
- 메디치 예배당
- 콜레조 델리 스콜로피
- 오세르바토리오 크시메니아노

## 갤러리

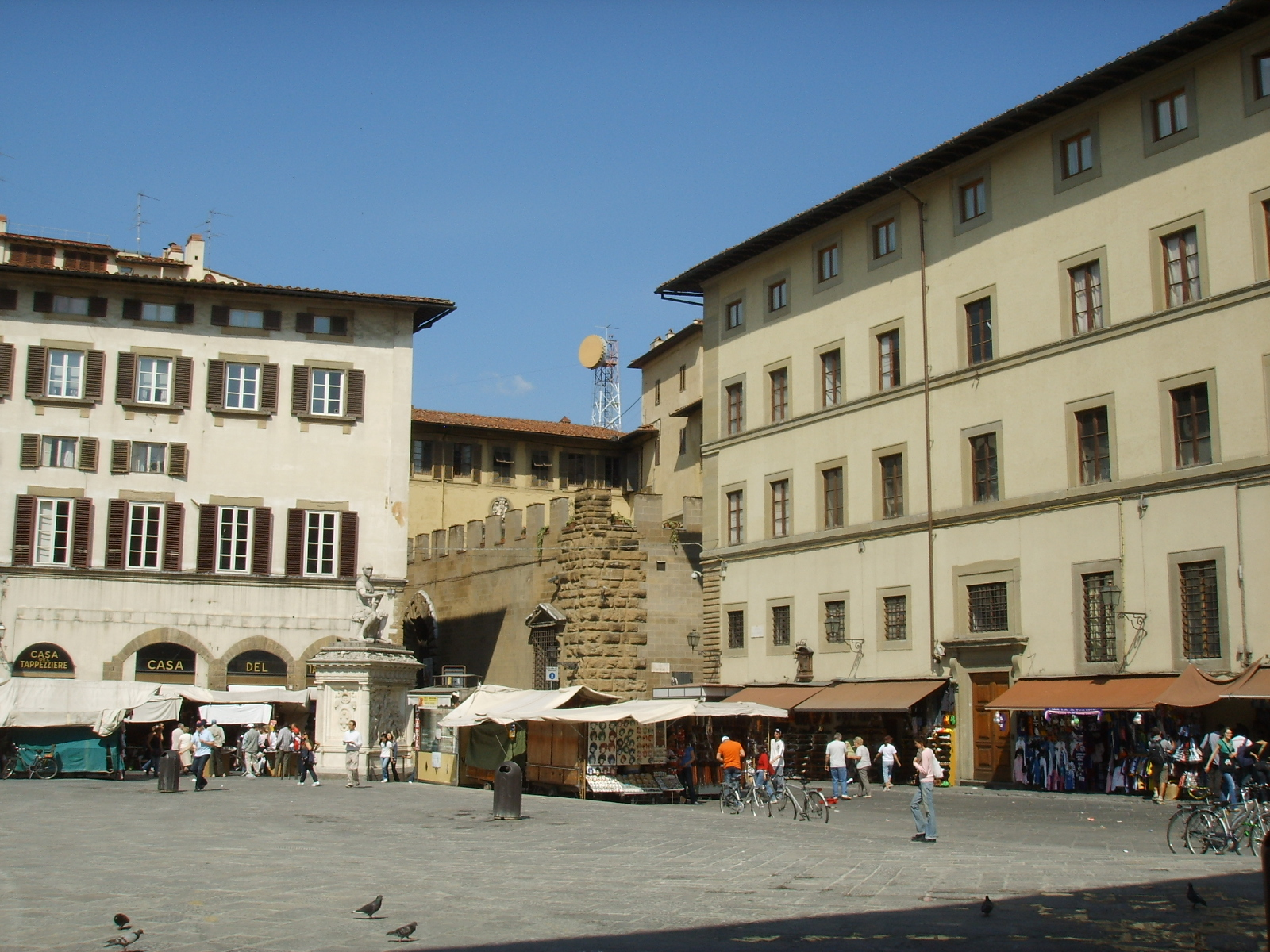
산 로렌초 광장
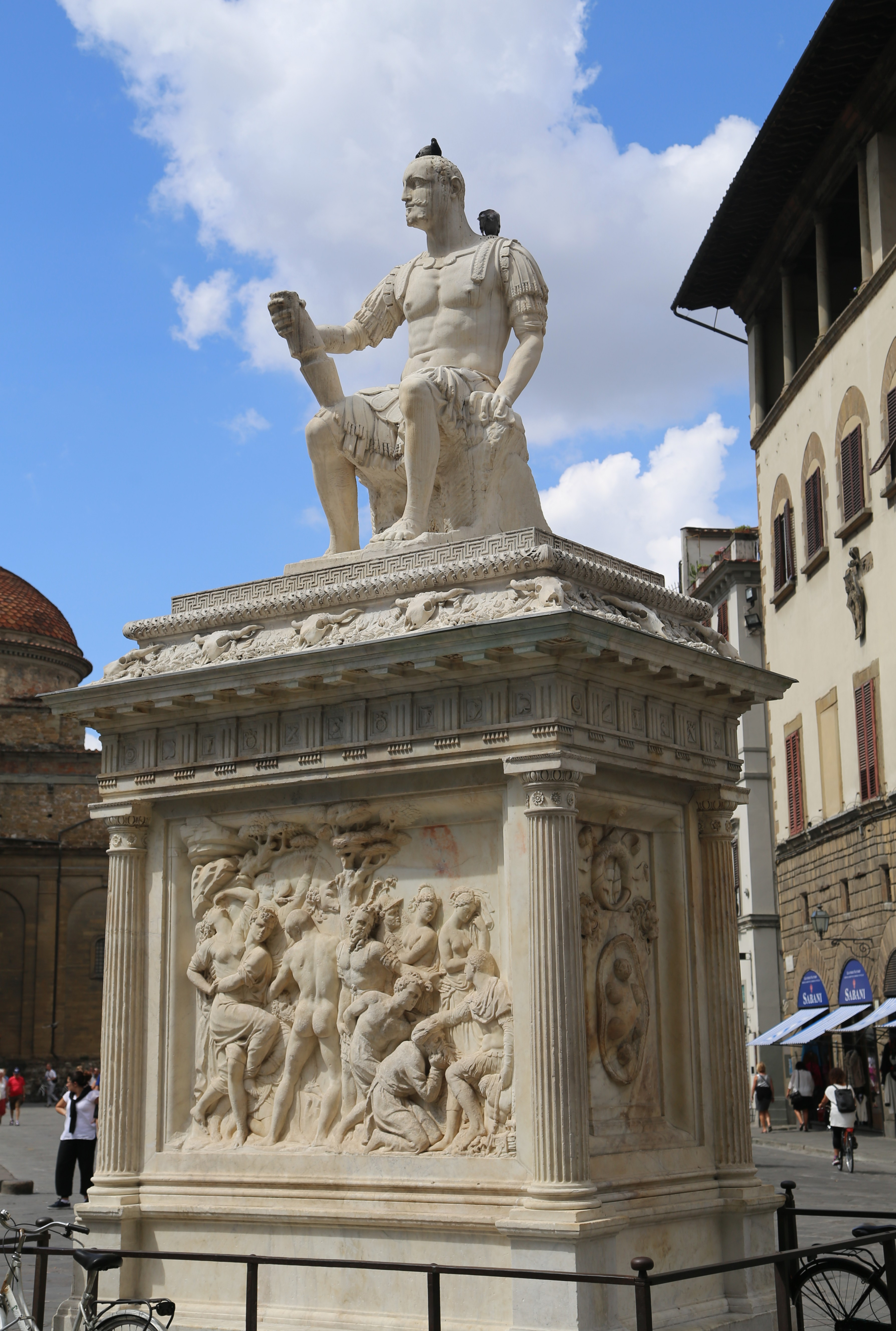
조반니 델레 반데 네레 기념비
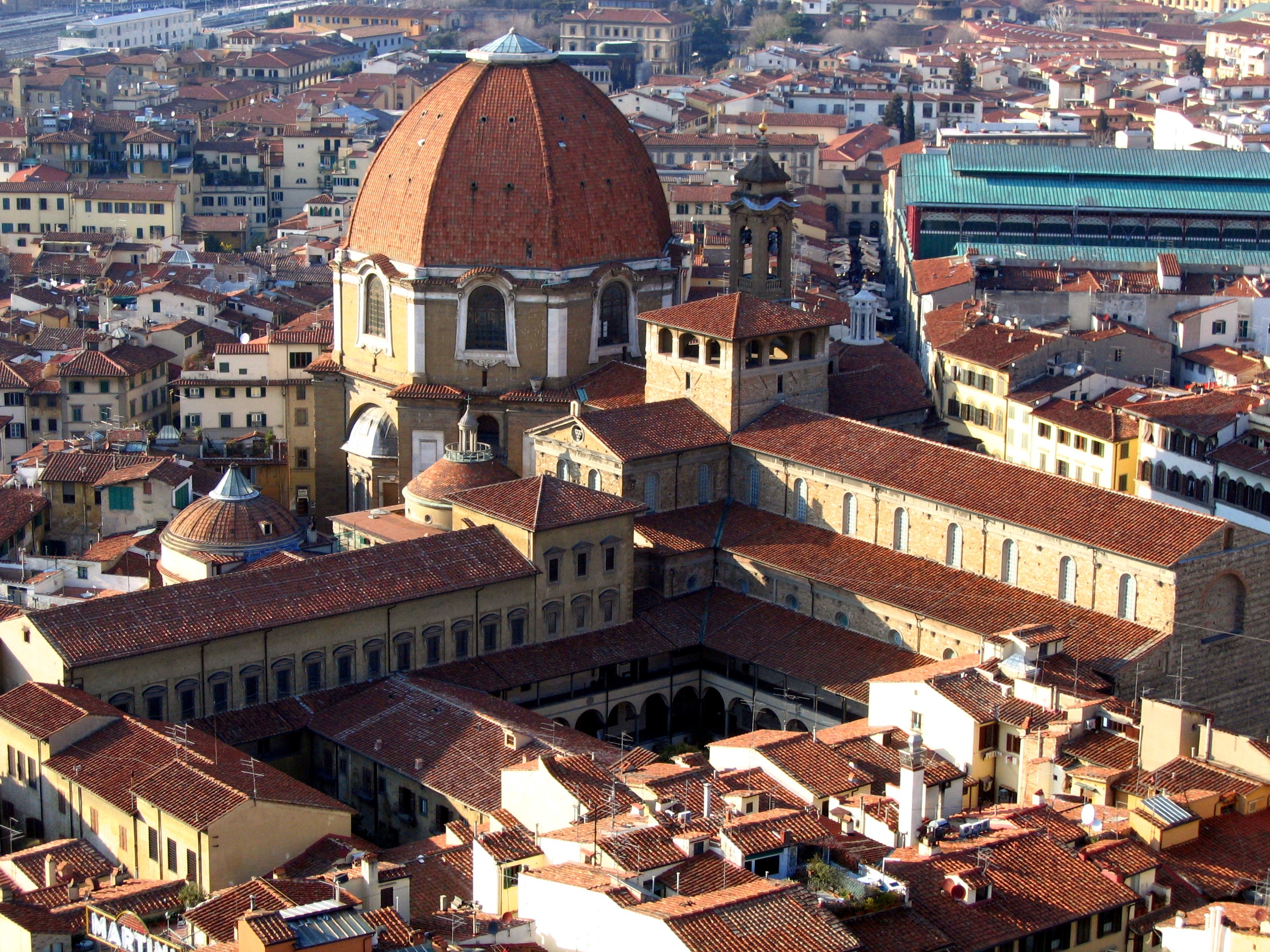
메디체아 라우렌치아나 도서관
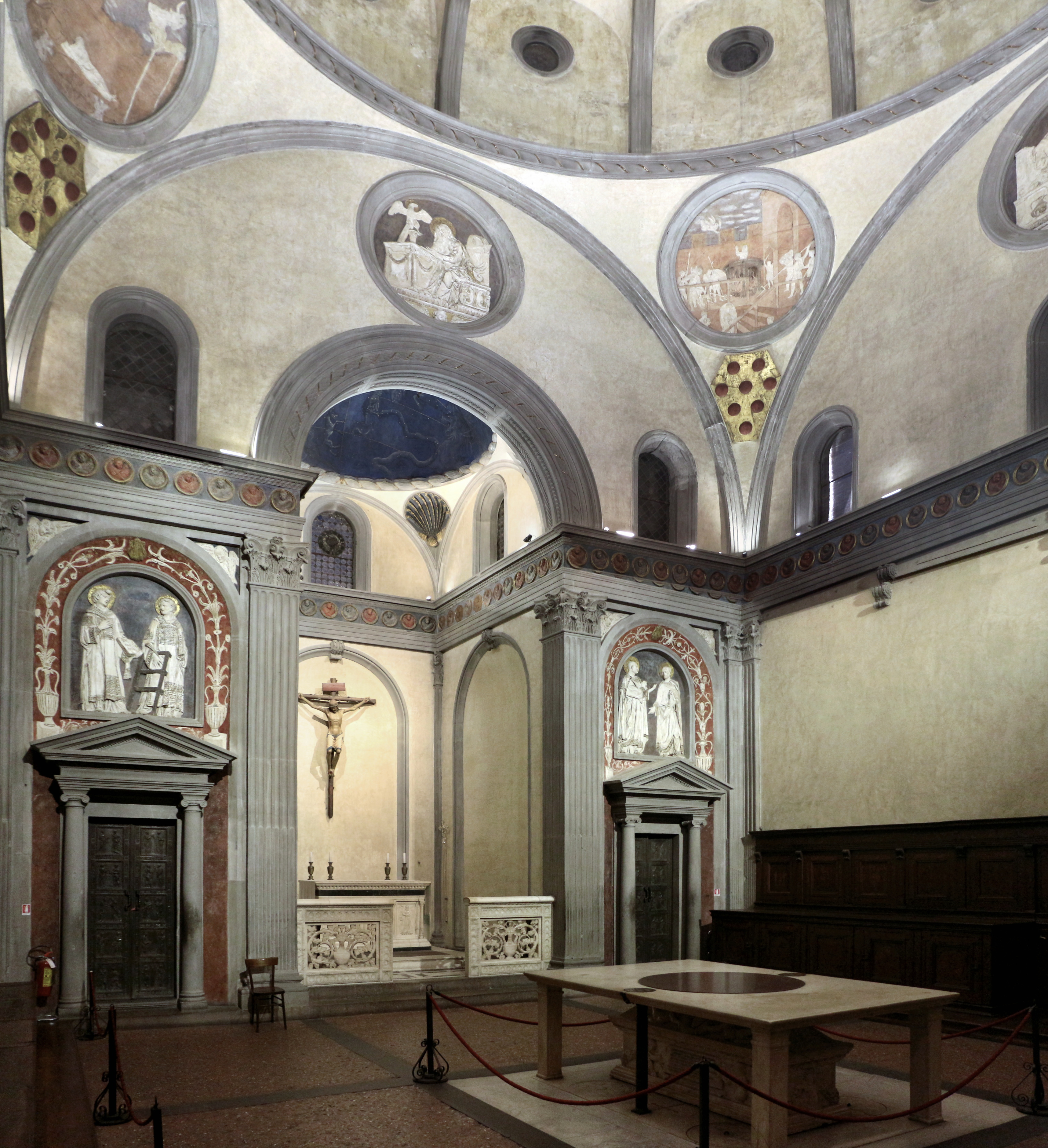
사그레스티아 베키아
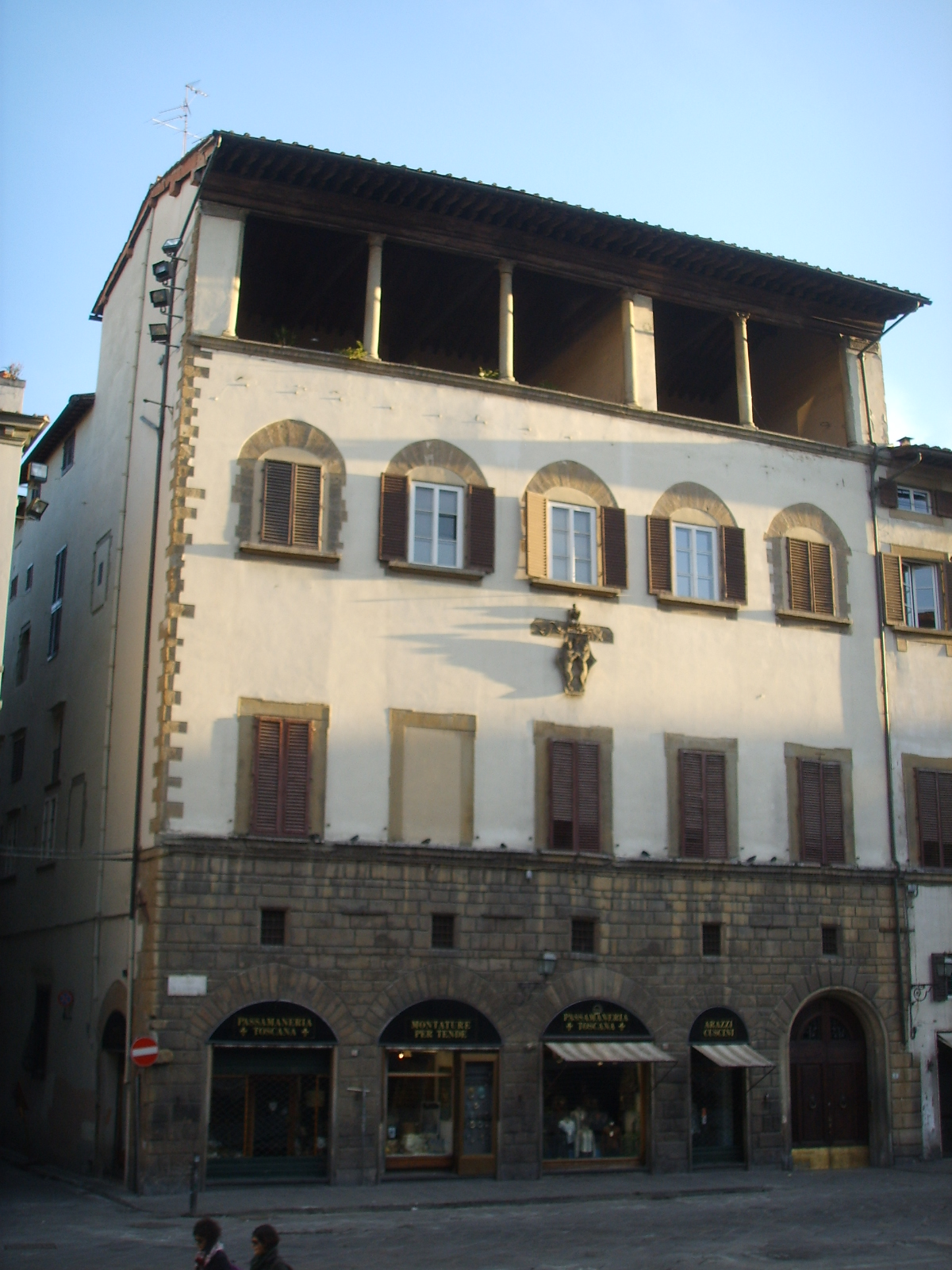
스투파 궁전

## 참고 문헌
- Municipality of Florence, Historical and administrative road map of the city and the Municipality of Florence , Florence, Tipografia Barbèra, 1913, p. 75, n. 529; p. 132, n. 930 (piazza delle Stimate).
- Piero Bargellini, Ennio Guarnieri, The streets of Florence, 4 vols., Florence, Bonechi, 1977–1978, II, 1977, pp. 156–161.
- Pietro Roselli, Orietta Superchi, The construction of the basilica of San Lorenzo, a story of urban importance, Florence, Clusf Cooperativa Editrice Universitaria, 1980.
- Gabriele Morolli, The Medici square and the buried column, in San Lorenzo 393–1993. Architecture, the history of the factory, catalog of the exhibition (Florence, Basilica of San Lorenzo, 25 September-12 December 1993) edited by Gabriele Morolli and Pietro Ruschi, Florence, Alinea Editrice, 1993, pp. 197–198.
- Francesco Cesati, The great guide to the streets of Florence, Newton Compton Editori, Rome 2003.